# Hermandad de Santa Cruz (Sevilla)
La Hermandad de Santa Cruz, cuyo nombre completo y oficial es Ilustre y Antigua Hermandad del Santísimo Sacramento y Nuestra Señora de la Paz, Fervorosa Cofradía de Nazarenos del Santísimo Cristo de las Misericordias, Santa María de la Antigua y Nuestra Señora de los Dolores, es una hermandad católica de Sevilla que procesiona en su Semana Santa, el Martes Santo.
Tiene su sede en la iglesia parroquial de Santa Cruz, en el barrio homónimo de la ciudad.

## Historia
En la parroquia existía ya una antigua tradición de hermandades. La Hermandad del Santísimo Sacramento y Animas Benditas del Purgatorio fue fundada en el siglo XVI y la Hermandad de Nuestra Señora de la Paz fue fundada en el 1600 y sus primeras reglas conocidas fueron redactadas en 1719. En 1907 estas dos hermandades se fusionaron para crear la Hermandad del Santísimo Sacramento y Nuestra Señora de la Paz.
En 1904 se creó la Cofradía de Nazarenos del Santísmo Cristo de las Misericordias y Nuestra Señora de los Dolores, siendo el Marqués de Gandul, Francisco Pacheco y Núñez del Prado, su primer Hermano Mayor. Realizó su primera estación de penitencia en 1905. Hasta el año 1919 fue la única del Martes Santo. La Virgen procesionaba arrodillada a los pies del crucificado hasta 1965, cuando estrenará paso palio.
En 1969 la Hermandad de Penitencia se unió a la Hermandad Sacramental de la parroquia.

## Titulares

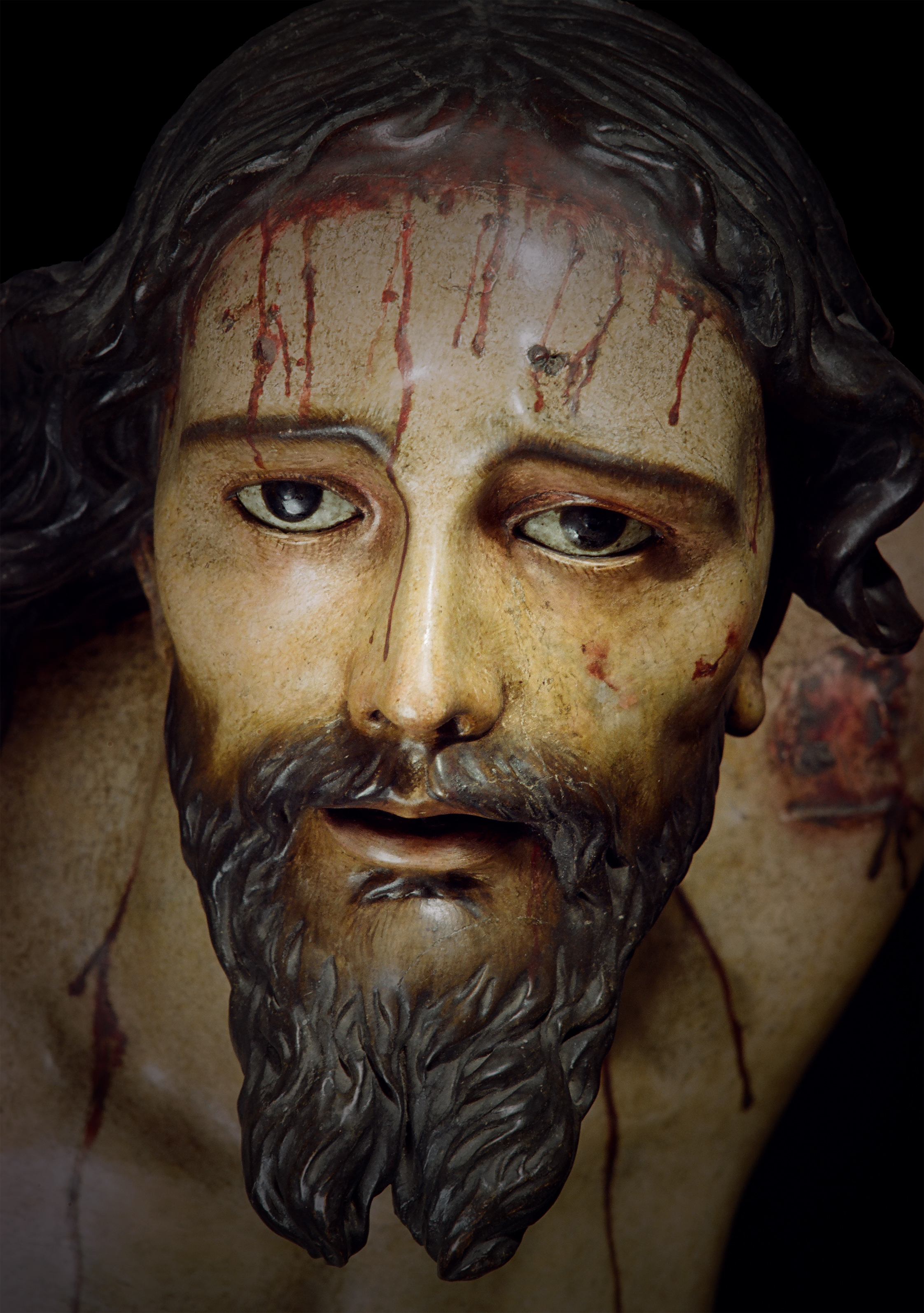
Santísimo Cristo de las Misericordias

### Santísimo Cristo de las Misericordias
En el paso de Cristo, Jesús se dirige al Padre para pronunciar la primera de sus Siete Palabras desde la cruz: "Padre, perdónalos porque no saben lo que hacen". Jesús muestra así su infinita misericordia incluso con quienes le matan, y de ahí la advocación del Cristo de las Misericordias.
El Cristo está datado entre los años 70 y 80 del siglo XVII. Es talla anónima aunque por su estilo pudiera ser atribuido a Pedro Roldán o a su escuela. Otros autores atribuyen directamente su autoría a Francisco Ruiz Gijón. La talla mide 167 cm de altura y 145 cm de mano a mano. La materia prima utilizada para la talla es madera de ciprés, siendo los dientes de marfil y los ojos de cristal.
Las principales restauraciones a las que ha sido sometida la imagen son las de Emilio Pizarro Cruz (1904), José Rivera García (1952), Ricardo Comas Fagundo (1989) y el Instituto Andaluz de Patrimonio Histórico (IAPH) (2001).
Durante bastante tiempo el Cristo era acompañado por una dolorosa (hasta 1963), en 1964 procesiona por primera vez solo y en 1965 procesiona por primera vez la Virgen bajo palio. En 1968 se fusiona con la Hermandad Sacramental y la de Nuestra Señora de la Paz, sustituyéndose por la actual Virgen de los Dolores.
Después de muchos años, el Martes Santo de 2004, el Stmo. Cristo de las Misericordias procesiona de nuevo acompañado de la Virgen de la Antigua en posición Stabat Mater.
El 25 de noviembre de 2003, en Cabildo General Extraordinario de la corporación, se acordó incorporar en la Estación de Penitencia esta primitiva imagen que se ha repuesto al culto para ser venerada con la advocación de Santa María de la Antigua. Es obra de Emilio Pizarro Cruz (1905).
El paso Cristo es neogótico, dorado e iluminado por candelabros de forja con guardabrisas realizados por Andrés Contreras:
- Talla: obra de Antonio Martín Fernández, quien lo hizo basándose en el que tenía la hermandad anteriormente. En la esquina un apostolado copia de la puerta de la Concepción del Patio de los Naranjos de la Catedral obra de Rafael Barbero Medina.

- Dorado: por Luis Sánchez en 1975.

- Relieves y Cartelas: las capillas que tiene el paso tienen pinturas realizadas por Francisco García Gómez. Muestran escenas de la Resurrección, el Calvario, el Descendimiento, el Prendimiento de Jesús, la Verónica en la calle de la Amargura, el Traslado al Sepulcro, la Entrada en Jerusalén, la Coronación de Espinas, el Sepulcro, la Sagrada Cena, la Sentencia, la Columna y Azotes, Bautismo del Señor, Caída en la calle Amargura, Oración en el Huerto y la Piedad. Relieves de Barbero.

- Respiraderos: Cayetano González talló los respiraderos que fueron restaurados por Arosa en 1996.

- Llamador: obra de Hermanos Delgado López en 1989. Muestra a dos ángeles que sostienen el escudo de la hermandad bajo arcos ojivales.

- Faldones: con broches bordados, de Francisco Carrera.

El Cristo procesiona sin corona de espinas y sin potencias.

### Santa María de la Antigua
La imagen de Santa María de la Antigua de Santa Cruz fue realizada por el imaginero Emilio Pizarro Cruz en el año 1905.Pero pronto la Hermandad pasaría por malos momentos, quedando casi extinguida en 1916. Reorganizada en 1917, un año más tarde se acuerdan algunos proyectos importantes, entre ellos la construcción de un paso de palio, y el “… poner a la Virgen de pie” . Con esa idea la Hermandad se hace con una talla de Dolorosa que se hallaba sin culto en la iglesia de La Magdalena, para que salga arrodillada a los pies del Crucificado, de modo que en los años 1929 y 1921 no procesionó la imagen primitiva.
En 1922, y con un nuevo paso para el Cristo, tampoco procesiona esta Virgen, que es sustituida por otra cedida por Fernando Ybarra Llorente. Sí volvió a procesionar a partir de 1926, aunque cambiándose su ubicación, apareciendo situada a la izquierda de la imagen del Santo Cristo, con su mirada puesta en Él.
Años más tarde (hacia 1935) la Virgen de Fernando Ybarra es donada a la Hermandad, sustituyendo de nuevo a la tallada por Pizarro, que desde entonces queda recogida en casa de un hermano de la Cofradía y luego en la iglesia de Santa Cruz. Envuelta en paño y guardada en la parroquia siguió más de 20 años aquella primitiva Dolorosa hasta que se rescató para figurar de nuevo a los pies del Cristo de las Misericordias en la procesión extraordinaria a celebrar en el 75 aniversario de la fundación de la Hermandad. Restaurada y preparada por Francisco Buiza, volvió a procesionar de nuevo en octubre de 1979, causando tan buena impresión que acabada la celebración ya no fue guardada, si no que debidamente exornada se instaló en la sala de exposición de la Hermandad.
En 1994, la Junta de Gobierno de la Hermandad de Santa Cruza cuerda la celebración anual de un ciclo cultural en el oratorio de la Escuela de Cristo, para cuya inauguración se decide engalanar la Capilla, y colocar presidiendo los actos a la primitiva Dolorosa. Por la buena acogida entre los hermanos se acuerda en Cabildo restituirla al culto, estudiando la posibilidad de que imponerle la nueva advocación de "la Antigua".
En mayo de 2003 el Cabildo de Oficiales acuerda retomar su culto y colocarla de modo permanente en la Iglesia, ahora con la advocación de Santa María de la Antigua, como nueva Titular de la Hermandad. En 2004, y coincidiendo con el Centenario fundacional de la Hermandad, se pudo ver de nuevo en la calle aquel desaparecido Misterio de la Semana Santa sevillana, en el que se incluye a la Virgen arrodillada ante su Hijo en la Cruz. Fue entregada en 1997 para su restauración a Fernando Fernández Goncer, quien tras un impecable trabajo la devolvió a la Hermandad en mayo de 2001.
•Manto de la Virgen de la Antigua: obra de Francisco Carrera [2008]

### Nuestra Señora de los Dolores

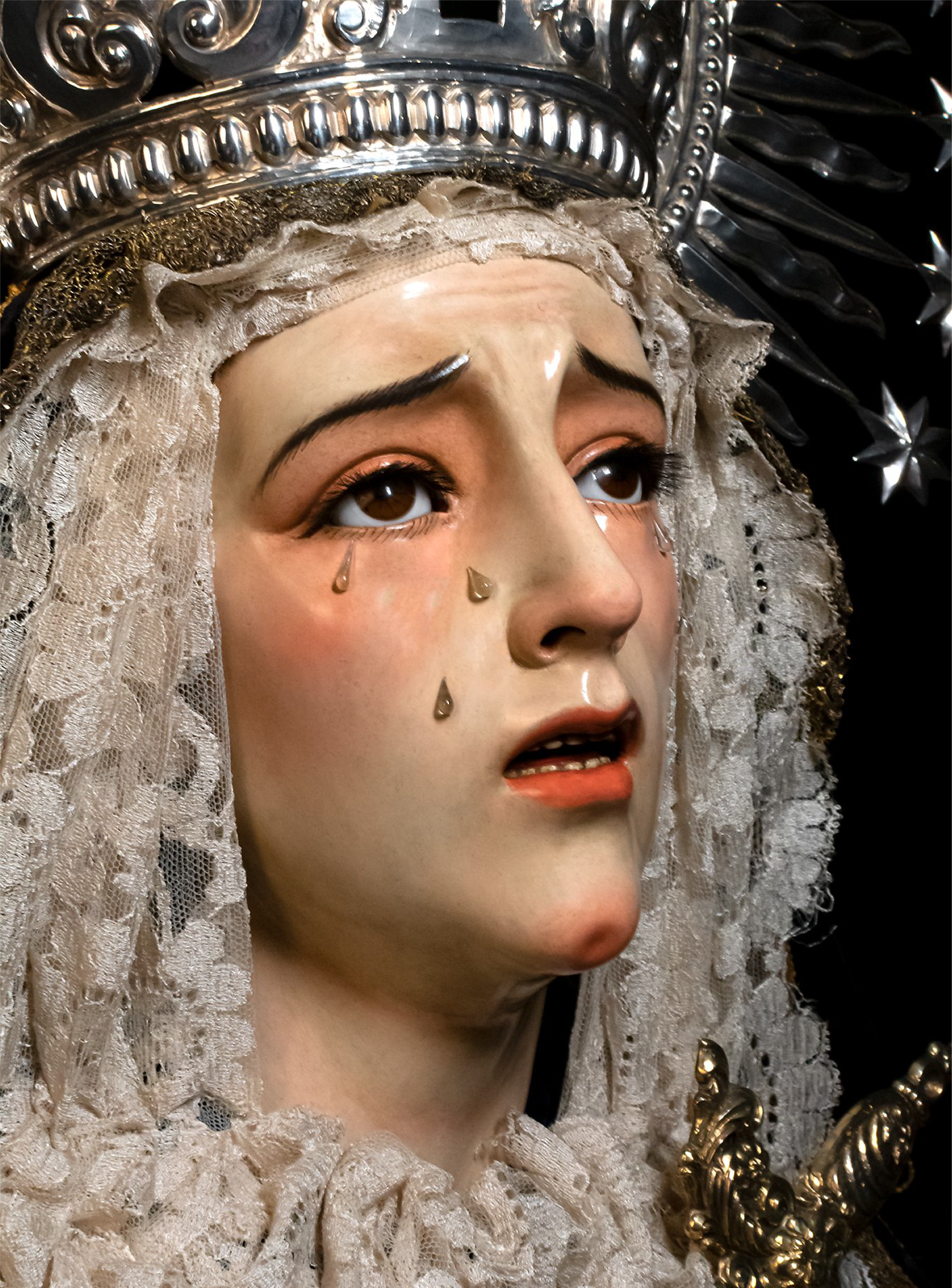
Nuestra Señora de los Dolores

En el paso de palio, la Virgen de los Dolores. La escena muestra a nuestra Madre, al pie de la Cruz, con el corazón atravesado por la espada del dolor. Por volver más sensible el dolor de la Virgen, tradicionalmente se imaginó simbolizarla con una espada que le atraviesa el pecho. El origen de esta representación es la profecía del anciano Simeón (Lucas 2:35) que anuncia a la Virgen el día de la Presentación de Jesús en el Templo, que una espada de dolor le atravesará el alma: Tuam animam pertransibit doloris gladius. El gladiolo (gladiolus) es el símbolo floral de la espada que atraviesa su pecho.
La imagen de la Dolorosa bajo Palio, tallada de cabeza y manos de 165 cm de altura, es obra de Antonio Eslava Rubio realizada en el año 1967. En el cabildo general, celebrado el 4 de julio de 1967, se decide la compra de esta talla en el precio de 30.000 pesetas. La imagen fue bendecida el 25 de octubre de 1967 y se estrena en la Semana Santa de 1968. Desde la fundación de la Hermandad, la Dolorosa (antigua imagen de Pizarro) figuraba arrodillada ante el crucificado. A partir de 1965, la advocación de la Virgen de los Dolores itineró sola bajo palio y hasta 1968 no procesionó la actual imagen.
El paso de palio es neorrenacentista con orfebrería plateada diseñado por Emilio García Armenta.
- Respiraderos: diseñados por Emilio García Armenta en 1965 y ejecutados en el taller de Carrasquilla sobre malla de oro. Aparece una crestería que sirve de enlace con el palio.
- Varales: García Armenta.
- Faroles Entrevarales: García Armenta.
- Jarras: García Armenta.
- Peana: Emilio García Armenta
- Corona: dorada, obra de Emilio García Armenta en 1957. Como detalle podemos ver representaciones de la Inmaculada Concepción, de la Virgen de los Reyes y los escudos de Pío XII y del Cardenal Spínola.
- Faroles de cola: son obra del taller de los hermanos Delgado [2018].
- Candelaria: en alpaca de hermanos Delgado.
- Miniatura: consiste en un relicario formado por una cruz de plata con el Lignum Crucis del siglo XVIII. Porta además reliquias de San Francisco de Asís y de Santa Teresa de Jesús.
- Palio: Emilio García Armenta realizó la crestería del palio, es de terciopelo burdeos y está bordado en oro por Carrasquilla; las tallas que incluye son obra de Barbero (mismos autores para los faldones). En la gloria del palio aparece la Coronación de la Virgen en madera tallada por el último autor mencionado.
- Manto: de terciopelo burdeos liso. Saya: de Carrera.
- Llamador: labrado por Emilio García Armenta en 1965, muestra dos roleos con el corazón de María traspasado por siete puñales en el centro y la leyenda "Mater Dolorosa".

Procesiona con la Banda de Música del Maestro Tejera.

### Virgen de la Paz
La actual imagen de la Virgen de la Paz, como la mayoría de las obras de tanta antigüedad, fue sometida a varias restauraciones a lo largo de su existencia. La primera que nos consta es la producida en el siglo XVIII, restauración sin duda importante, en la que se reparó la totalidad del estofado de la vestimenta, aplicándose tela encolada en algunas partes del ropaje; en esta misma restauración se le colocaron ojos de cristal, y se dotó a la efigie de una nueva encarnadura; posiblemente en esta restauración sería cuando se colocó a la Imagen una nueva mano izquierda fundida en plomo, sustitución que se debió al peso del cetro que soportaba dicha mano, que como puede verse, al ir ostensiblemente separada del bloque de la Imagen, padecía una continua inseguridad. La última restauración efectuada a esta escultura la llevó a cabo el profesor Don Ricardo Comas Fagundo en 1989, consistiendo la misma en eliminación de los posibles xilófagos que pudieran estar perjudicando la integridad de la talla. También se intervino en el ojo derecho, pues estaba hundido y parcialmente roto, lo que a la vez obligó a la intervención asimismo del ojo derecho, con el fin de igualarlos. Del mismo modo se intervino en las cogidas de las coronas tanto de la Virgen como del Niño, y se crearon dos nuevos dedos para la mano izquierda de este último; también a esta Imagen fue preciso consolidarle las dos manos , así como su pie izquierdo. Igualmente se reforzó la mano izquierda de la Virgen, y se restituyeron las partes rotas del vestido, finalmente se eliminaron las grietas que afectaban a la figura del Niño, y se procedió al limpiado de las encarnaduras de ambas imágenes, así como al restaurado de su policromía. Gracias a esta magistral intervención restauradora, hoy podemos contemplar el conjunto de la Virgen de la Paz y el Niño en todo su esplendor.

## Lema, escudo y símbolos
El lema de esta Hermandad es: "Multae Misericordiae Ejus Sunt".
El Escudo de la Hermandad está compuesto por la cruz griega potenzada, en su centro la Corona de espinas y sumado a la Cruz, el Viril, descansando su base en la cruceta. La cruz será de color negro; la Corona de espinas verde y el Viril en color oro. 
El estandarte representa simbólicamente a la Hermandad en todos los actos. Está constituido por una bandera de terciopelo granate, recogida por un cordón de oro con borlas, alrededor de un asta que remata en forma de cruz, que lleva bordado en oro y seda el escudo de la Hermandad, tal y como está descrito en el párrafo anterior.
Otro símbolo de la Hermandad es la medalla, consistente en el escudo antes descrito, hecho en metal plateado, la cual, colgada del cuello, con cordón morado y negro o cinta morada, identifica a los hermanos y hermanas, respectivamente, en cualquier acto de culto

### Insignias destacadas
La cruz de guía es obra de Orfebrería Hermanos Delgado López de 1998. Es una reproducción de la cruz de forja que existe en la Plaza de Santa Cruz. Los faroles de mano que acompañan a la cruz de guía son del mismo taller y datan del 2000. El senatus fue bordado en el taller Sobrinos de Caro.
La portada del libro de reglas fue labrada por Emilio García Armenta. Representa el techo del palio de la Virgen de los Dolores. El interior (caligrafía, orlas y láminas) fue realizado por Guillermo Bonilla. Data de 1968 y fue obsequio de su Hermano Mayor Ricardo Laguillo Martín.  
El simpecado (estandarte que representa a la Inmaculada Concepción) fue realizado por el tallaer Sobreinos de José Caro. La cruz del simpecado fue realizada por los Hermanos Delgado en 1994.
El estandarte fue realizado por el taller Sobrinos de Caro en 1941. El asta del estandarte fue realizada en 1994 por los Hermanos Delgado López siguiendo la traza de Ignacio Gómez Millán.
Los paños que cuelgan de las bocinas de la comitiva del Cristo fueron realizados en el taller Sobrinos de José Caro en 1928. Fueron diseñados por Ignacio Gómez Millán. Los tubos son obra de Jesús Domínguez Vázquez. Francisco Carrera Iglesias elaboró los paños de las bocinas de la Virgen en el año 1997.
El lábaro sacramental es del siglo XIX y fue realizado por García Armenta. La pértiga fue elaborada en 1957 por Emilio García Armenta.

## Marchas procesionales
Marchas procesionales dedicadas a la Hermandad de Santa Cruz:
- Stmo. Cristo de las Misericordias .Pedro Braña Martínez. 1958.
- Misericordia Señor. José Albero Francés. 1973.
- Dolores de Santa Cruz. José Albero Francés. 1976.
- Cristo en la Alcazaba. Fulgencio Morón Ródenas. 1980.
- Nuestra Señora de los Dolores. José Carlos Albero Tamarit. 1989
- Azahar de Santa Cruz. Fulgencio Morón Ródenas. 2003.
- Santa Cruz. Manuel Marvizón Carvallo. 2003.
- Madre de Santa Cruz. Juan Velázquez Sánchez. 2005.
- Martes Santo en Santa Cruz. Antonio Martín Roldán. 2009.
- Oración en Santa Cruz. Manuel Rodríguez Pedrinazzi. 2004.
- Cristo de las Misericordias. José Manuel García Pulido, 2014.

## Paso por la carrera oficial
| Predecesor: Los Estudiantes | Orden de entrada en la carrera oficial (Martes Santo) 8º lugar | Sucesor: El Carmen Doloroso (Miércoles Santo) |